# 艾大炎
艾大炎（1910年8月17日—1996年2月13日），原名艾秀峰，筆名大炎，留日学者，抗战前天津文化界名人，中华人民共和国政治人物。

## 生平

### 概述
1910年8月17日出生于河北省武清县黄花店。早年留学日本，归国后任教员、《大公报》编辑。积极从事社会思想启蒙活动，并致力于日本问题研究。抗战时从武汉到冀南，由文化界抗敌团体的领导转入抗日政权工作，迤至中华人民共和国之建立，曾任北平市军事管制委员会副秘书长兼联合办事处秘书主任、首届河北省人民政府秘书长、高教部留学生管理司司长及人事司司长、公私合营商务印书馆副董事长（公方代表）、国务院科学技术干部局负责人等多方面职务。1983年离休。1996年2月13日病逝于北京。

### 早年经历
少年一心向学，成绩优异。憎恶军阀官僚腐败卖国，五卅运动中加入天津学生的反帝游行。课外阅读胡适和陈独秀等人的文章。服膺科学救国的主张，对当时政治中的党派保持怀疑。十六岁（1926年）时经在天津同文书院学习及选拔以第一名获资送留日，赴东京高等师范学校理科学习。
留日期间在课余不断涉猎当时日本甚为流行的社会科学书籍，并加入刘芝明等人组织的读书会交流研讨，对国家民族和社会发展问题的关心愈深，始抱有要促进中国改造的志向。
毕业归国后在天津中日学院（原同文书院）任理化教员，并在省立第一中学任日文教员。与任教同时常翻译有关日本政治经济的左倾进步文章送天津《大公报》发表。一九三一年冬，应《大公报》主笔张季鸾约谈后获聘为兼职编辑。
“大炎”原是入报馆后的笔名。除为《大公报》编辑文章外，并与马季廉（即马全鳌）等共同编辑《国闻周报》。一九三二年九一八周年时在《国闻周报》的纪念专号上发表《“九一八”给我们的损失》，历数日寇侵华给中国人的生命财产、领土资源、民族精神、社会发展和国际地位各方面造成的严重损害，慷慨任气，痛切陈词，一心渴望同胞奋起共同抗日。此外还在《国闻周报》发表署名文章和译文二十余篇及出版三册单行本——《日本农业恐慌》（译述）、《日本改造法案》和《战争与经济》（译作）——皆选自日本公开刊物中左倾学者的著作。除了《大公报》社长吴鼎昌、主笔张季鸾和经理胡政之，同事者并有范长江、吴砚农、费彝民和王芸生等。在王为《大公报》编写《六十年来中国与日本》时曾予以助力（见陈纪滢《记王芸生》）
一九三四年起欲鸠合同志自主编刊，结识具有强烈抗日思想的东北人士陈先舟、高崇民、何松亭等，一起组织新民学会，出版《知识往来》。其间与王梓木、陈伯达密切交往（并每月资助陈等生活）。至1936年中到北平后，虽仍然秉持“不党”信念，但与北平知识界杨秀峰、黄松龄经常晤谈，从而结识很多共产党员（如阮慕韩、谌厚慈、李新农，以及于毅夫、徐冰和齐燕铭等）。此时曾两度在宋哲元部任职，希图通过上层力量与动员社会舆论结合，促使宋继续坚持华北抗战的态度。

### 抗战時期
七七事变爆发后即投笔从戎。1937年9月从平津辗转南下抵武汉，其后在第六战区司令长官冯玉祥部鹿钟麟处工作，与冯时相晤谈。某日忽被国民政府军事委员会委员长蒋介石在行营传见（后知系因时在汉口出版的《大公报》主笔张季鸾之推介），应蒋之请并依其所示要点撰写对日空投传单“告日本国民书”。又经时在中共武汉办事处工作的王梓木介绍得与周恩来、李克农认识，并经常与李来往商量。
于1937年11月及1938年5月，两度随鹿钟麟（先后作为第一战区——时与第六战区合并——副司令长官及国民政府河北省主席）从武汉北上到达抗战前方。至1938年底，终因对鹿与八路军冀南行政主任公署分裂不满，遂单人独马转赴当地八路军抗日政权。
自1938年11月后，在冀南区组织领导文化教育界的抗日工作，曾任冀南抗战文化协会主任、《冀南日报》社社长、冀南区文化界抗日救国总会主任，争取、团结、宣传、组织广大知识阶层一致抗战，除了坚持出报，并编写出版“抗战知识”和“救国堂”等刊物及学生课本。嗣后转入政权工作，历任冀南行政主任公署行政委员兼秘书主任、太行区第七专员公署专员，任期中曾发动并领导根据地农民以工代赈修渠抗旱大利民生获得好评。
在抗战最艰苦的1942年“四·二九”日寇“铁壁合围”时，腿部中弹，流血至昏迷，幸被村民救护脱险。同年10月，在日寇疯狂“扫荡”中被捕，经受严刑利诱，始终不屈，保住了抗日政权机关（及同时被捕的同志）的一切机密。后经曾在冯玉祥部任师长的安树德等数人与当地中共地下抗日组织合作营救成功返回抗日根据地，旋即由中共中央北方局电示吸收入党。
抗战末期在延安中央党校四部学习并兼任文化教员，后任中央军委高级参议室参议。

### 抗战胜利后
于1945年任北平军事调处执行部中共代表团秘书，协助首席代表叶剑英工作。1946年秋国共和谈破裂后，重回冀南从事干部培训工作，历任冀南干部学校校长兼党组书记、冀南区党委党校副主任、冀南建设学院院长，为新中国的建设培养输送干部。1948年至1949年，奉调再次随叶剑英参加对傅作义部谈判及和平接管北平的工作（曾任北平市军事管制委员会副秘书长），为保全古都与建设新政权尽力。

### 人民共和国
自1949年至1953年，参加筹建和领导河北省人民政府的工作，任省政府委员兼秘书长，与省政府主席杨秀峰及其他委员一道，为河北省的民主建政、人民代表大会制度的完善、延揽海内外专才为本省经济建设服务竭力开拓。
自1953年调中央国家机关后，长期在科教领域主管留学生和科技干部工作，坚执大量培育现代科学人才为国家发展之必不可缺的观念。任高教部留学生管理司司长（亦曾兼长部人事司）期间，曾拟订派遣留学生的长期规划，制定规章并安排实施。在任国家科委专家局局长（1959-1964年）和国务院科技干部局负责人（1964-1966及1979-1982年）期间，曾主持制订一系列有关培养及任用人才的方针、政策和条例。
“文革”中横遭诬蔑迫害，但始终坚信自己一生俯仰无愧。1977年11月，经熟悉其政治历史的邓小平直接批示始得湔雪平反，重回领导岗位，在改善科技干部管理、调整知识分子政策、重建留学制度等方面致力拨乱反正，推动改革开放，辛勤工作直至离休。
一九八三年离休之际，复由中共中央书记处书记宋任穷指派，率领中央工作组去安徽省进行机构改革和配备省级领导班子的工作，很好地完成了任务。

### 輓辭
一九九六年辭世后有輓辭曰：
矢志報國家血流抗日疆場臨難不苟且無愧中華赤子
盡心興教化汗灑科教園地有功亦歉和堪為后生楷模